# Arrade rudisella
Arrade rudisella là một loài bướm đêm trong họ Erebidae.